# Cattedrale del Sacro Cuore di Gesù (Kota Kinabalu)
La cattedrale del Sacro Cuore di Gesù (in inglese: Sacred Heart Cathedral), è la chiesa cattedrale dell'arcidiocesi di Kota Kinabalu e si trova nella città di Kota Kinabalu, in Malaysia.
La missione del Sacro Cuore è stata fondata nel 1903. La chiesa del Sacro Cuore di Gesù è stata elevata a cattedrale nel 1976 con la bolla Quoniam Deo favente di papa Paolo VI, contestualmente all'erezione della diocesi di Kota Kinabalu.